# Шедуэлл (станция DLR)
Станция Шедуэлл Доклендского лёгкого метро расположена между конечными Банк и Тауэр Гейтвей на западе и Лаймхаус на востоке. Расширение 1991 года до Бэнка отходит от первоначальной линии метро чуть западнее станции Шедуэлл.

## История
Станция открылась 31 августа 1987 года в составе первой очереди станций Доклендского легкого метро. Изначально построенные для одновагонных поездов, платформы были удлинены для двухвагонных поездов в 1991 году. Ещё один ремонт станция претерпела в 2009 году, когда платформы были продлены ещё больше, чтобы вмещать поезда с тремя вагонами, вход внизу был отремонтирован, а также был построен экстренный выход в восточной части платформы.

## Месторасположение
Станция расположена на виадуке и состоит из единственной «островной» платформы, которая обслуживает поезда в оба направления. Автоматы по продаже билетов и вход расположены внизу, на уровне улицы, к западу от платформы и выходят на улицу Уотни (Watney Street). Обычно на станции нет персонала, как и на большинстве других станций DLR. К западу от станции расположены перекрёстные стрелочные переводы, которые позволяют поездам, идущим с Вестферри, Бэнка и Тауэр Гейтвей, здесь разворачиваться.
Рядом расположена станция Шедуэлл системы London Overground (бывшая станция лондонского метро), на другой стороне улицы Уотни.

## Движение
Средняя частота движения поездов вне часа пик:
- 15 поездов в час до Банка
- 6 поездов в час до Тауэр Гейтвей
- 6 поездов в час до Вулвич Арсенала
- 6 поездов в час до Бектона
- 9 поездов в час до Люишема